# Hendrik Baarschers
Hendrik Baarschers (Zwolle, 29 september 1823 — Amsterdam, 23 mei 1907) was een hoofdonderwijzer en schrijver van schoolboekjes.

## Leven en werk
Baarschers werd in 1823 in Zwolle geboren als zoon van de looier Hendrik Baarschers en Johanna Catharina Klooster. Baarschers begon zijn loopbaan in het onderwijs in 1841 als hulponderwijzer in Zwolle. In 1852 werd hij aangesteld als (hoofd)onderwijzer in Hardenberg. Het gemeentebestuur toonde zich tevreden over de kwaliteit van het door hem geboden onderwijs. Baarschers richtte in 1852 in Hardenberg een zangschool op voor kinderen en volwassenen. Ook verzorgde hij het avondonderwijs in Hardenberg.
Hij trouwde op 5 maart 1853 met Wilhelmina Heebink. Baarschers was ruim twintig jaar werkzaam in het onderwijs in Hardenberg. In 1873 aanvaardde hij een benoeming tot vader van het weeshuis in Putten. Na het overlijden van zijn vrouw op 28 december 1879 in Putten verhuisde hij met zijn dochter en schoonzoon naar Herwijnen, de geboorteplaats van zijn vrouw. Zijn dochter overleed daar in 1882. Baarschers verhuisde in 1890 naar Amsterdam waar hij ging inwonen bij zijn zus, de weduwe Geertruida Harberts-Baarschers en haar dochter Geertruida Harberts. Hij overleed in 1907 — ten huize van zijn nicht Geertruida Harberts — op 83-jarige leeftijd.
Baarschers is vooral bekend geworden als schrijver van reeksen lesboekjes voor het onderwijs. Veel van zijn lesboeken voor het lager onderwijs werden uitgegeven door de Zwolse uitgever W.E.J. Tjeenk Willink. Hij schreef o.a. de reeks De kinderen van den buitenman, waarin aan kinderen uitleg wordt gegeven over land- en tuinbouw, veeteelt en natuurkunde. Vanaf de vijfde druk (1875) werd deze uitgave ook voorzien van illustraties. Zijn eerste lesboek "Kinderbrieven' verscheen in 1851 toen hij nog hulponderwijzer in Zwolle was. Zijn lees-, taal- en rekenboekjes werden meerdere malen herdrukt en werden veel gebruikt in het Nederlandse onderwijs in de tweede helft van de 19e eeuw. Hij schreef in 1875 ook een leerboek over het onderwijs aan de landbouwschool. In tegenstelling tot zijn andere lesboeken werd dit werk niet uitgegeven bij Tjeenk Willink, maar bij Ophorst in Wageningen.  Zijn laatste leesboekje met de titel Mijn legaat aan de Vaderlandsche Jeugd verscheen in 1894. In zijn Amsterdamse periode beschreef hij ook een aantal sagen uit Putten, Garderen en Hardenberg, de streken waar hij daarvoor had gewoond.

## Bibliografie (selectie)

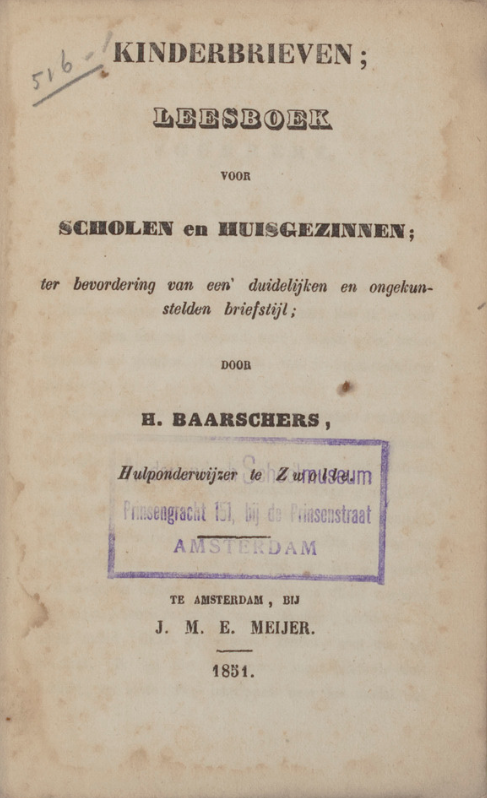
Kinderbrieven - eerste publicatie van Baarschers (1851)
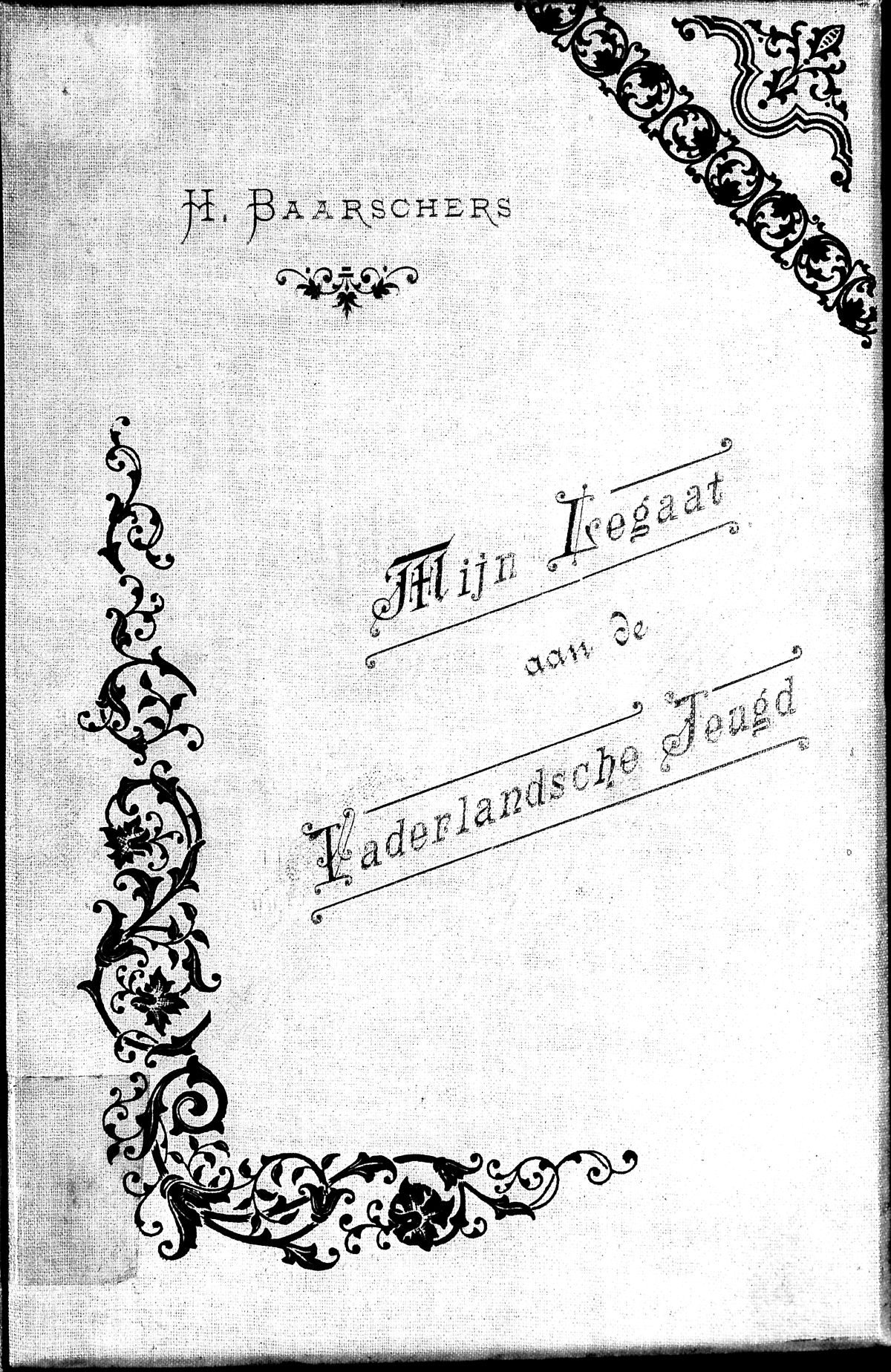
Mijn legaat aan de Vaderlandsche Jeugd - laatste publicatie van Baarschers (1894)